# Щиборівська сільська територіальна громада
Щиборівська сільська територіальна громада — територіальна громада в Україні, у Хмельницькому районі Хмельницької області. Адміністративний центр — село Щиборівка.
Площа громади — 118,97 км², населення — 4017 мешканців (2019).
Утворена 12 червня 2020 року шляхом об'єднання Кузьминської, Михайлівецької та Щиборівської сільських рад Красилівського району.

## Населені пункти
До складу громади входять 8 сіл: Каламаринка, Кузьмин, Михайлівці, Мовчани, Мотрунки, Радісне, Сушки та Щиборівка.